# Pino Gallotti
Pino Gallotti (Milano, 11 marzo 1918 – Milano, 12 marzo 2008) è stato un alpinista e ingegnere chimico italiano.
Fu uno dei membri che presero parte alla spedizione al K2 del 1954.
In quanto ingegnere chimico, fu designato come responsabile del materiale tecnico della spedizione, fra cui le bombole d'ossigeno. Fu suo anche il compito di redigere il diario della spedizione. Alpinisticamente aveva una notevole esperienza in particolare sul Monte Bianco.
Nel 1949, con altri alpinisti del CAAI, realizzò la prima salita italiana della "via Stösser" sullo spigolo sud-sud-est del Bietschhorn.
Di lui scrisse così Walter Bonatti, a proposito dell'esperienza sul K2 del 1954: "Credo di aver assistito a una delle più commoventi dimostrazioni di tenacia che un uomo possa sostenere per la conquista di una montagna. Ciò che ha saputo fare Gallotti quel 30 luglio 1954 è davvero straordinario, ritengo che sarebbe bastato a farci meritare la vetta del K2". Sul K2 Gallotti giungerà fino al campo VIII.